# الاقوراشاق
الاقوراشاق (ترکی آذربایجانی: Alaqurşaq) یک منطقهٔ مسکونی در جمهوری آرتساخ است که در استان کاشاتاق واقع شده‌است.